# Cordovilla
Cordovilla – gmina w Hiszpanii, w prowincji Salamanka, w Kastylii i León, o powierzchni 15,84 km². W 2011 roku gmina liczyła 126 mieszkańców.